# Дамараленд

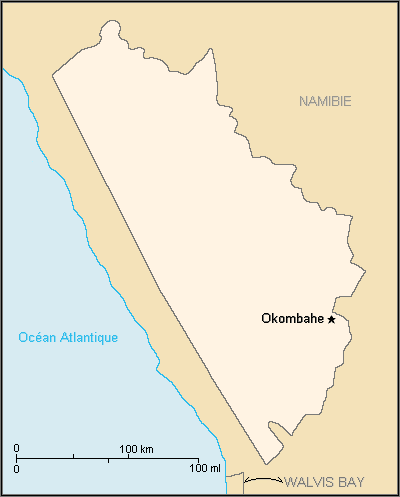
Карта Дамараленду

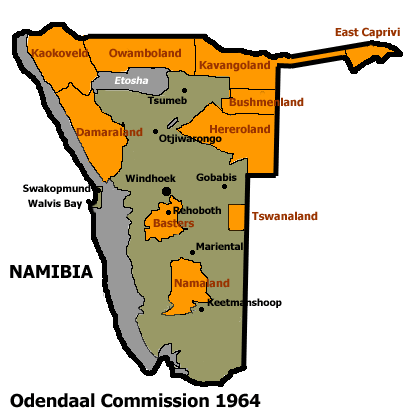
Колишній бантустан Дамараленд на сучасній карті Намібії (другий зверху в лівому верхньому куті).

Дамараленд (англ. Damaraland) — основна територія банту-народу дамара (також цей народ називають дама (dama) або гірські дамара (bergdamara)), розташовується в Намібії. Дамараленд починається на південь від Каоколенду до Натіональштрассе В2 між Свакопмýндом і Усако́сом, і межує з Берегом Скелетів на заході. Його частина — плато Гроотберг.

## Назва
Назва «Дамараленд» було дано в епоху апартеїду південноафриканської адміністрацією, (яка складалася з людей європейського походження), у зв'язку з Планом Одендаала, який полягав у створенні бантустанів в Південній Африці, більшість з назв яких закінчується на «-ленд».

## Політика
Партія СВАПО виступає за перейменування всіх європейських назв міст, т.д. населених пунктів Південної Африки, в імена на корінних мовах. Дана думка зачіпає і назви колишніх бантустанів, у тому числі Дамараленду: 

Виступ лідера СВАПО в 1970 році (Танзанії):
 Ми не можемо примиритися ні з одним білим урядом, неважливо ліберальним або екстремістським. Нас також не цікавить ця мультирасова нісенітниця. Ми маємо намір змести з лиця землі всі сліди білої цивілізації. Нам не потрібні ні реформи, ні бантустани, ні поліпшення умов корінного населення. Все що ми хочемо — це повної незалежності. Правління чорних — або нічого! — Сем Нуйома, президент СВАПО, на виступі в Танзанії, 1970 

## Галерея

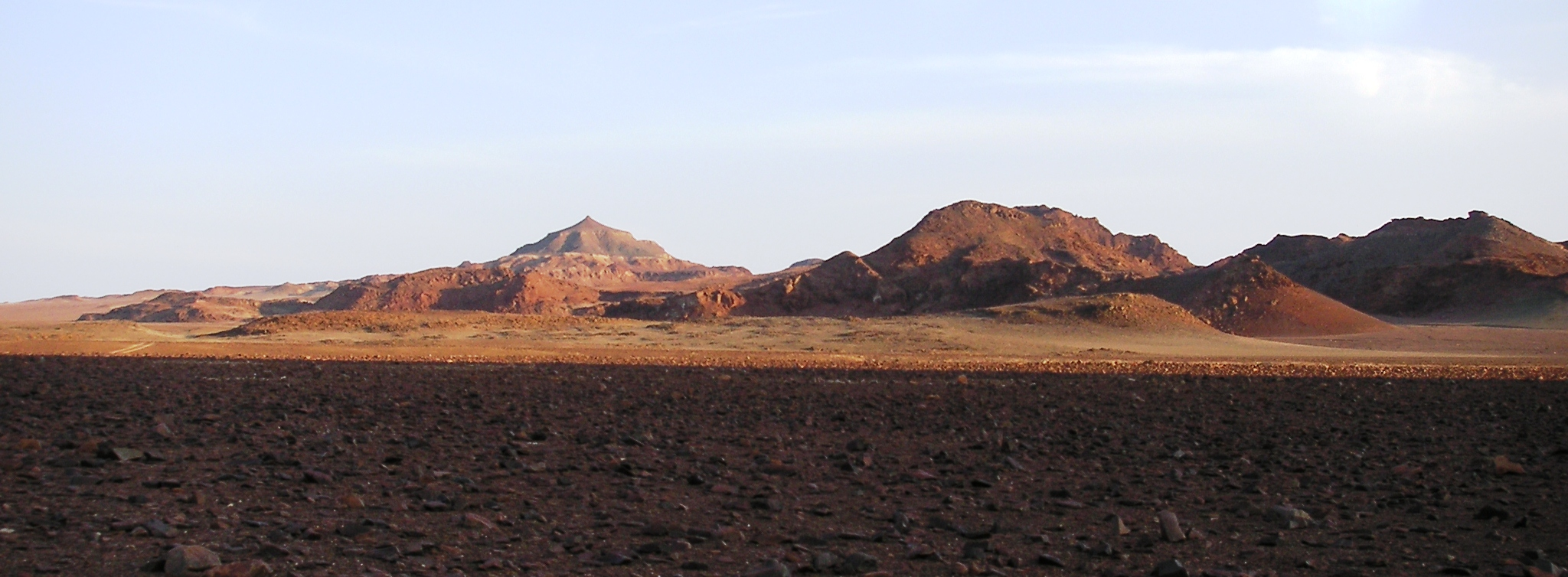
Дамараленд
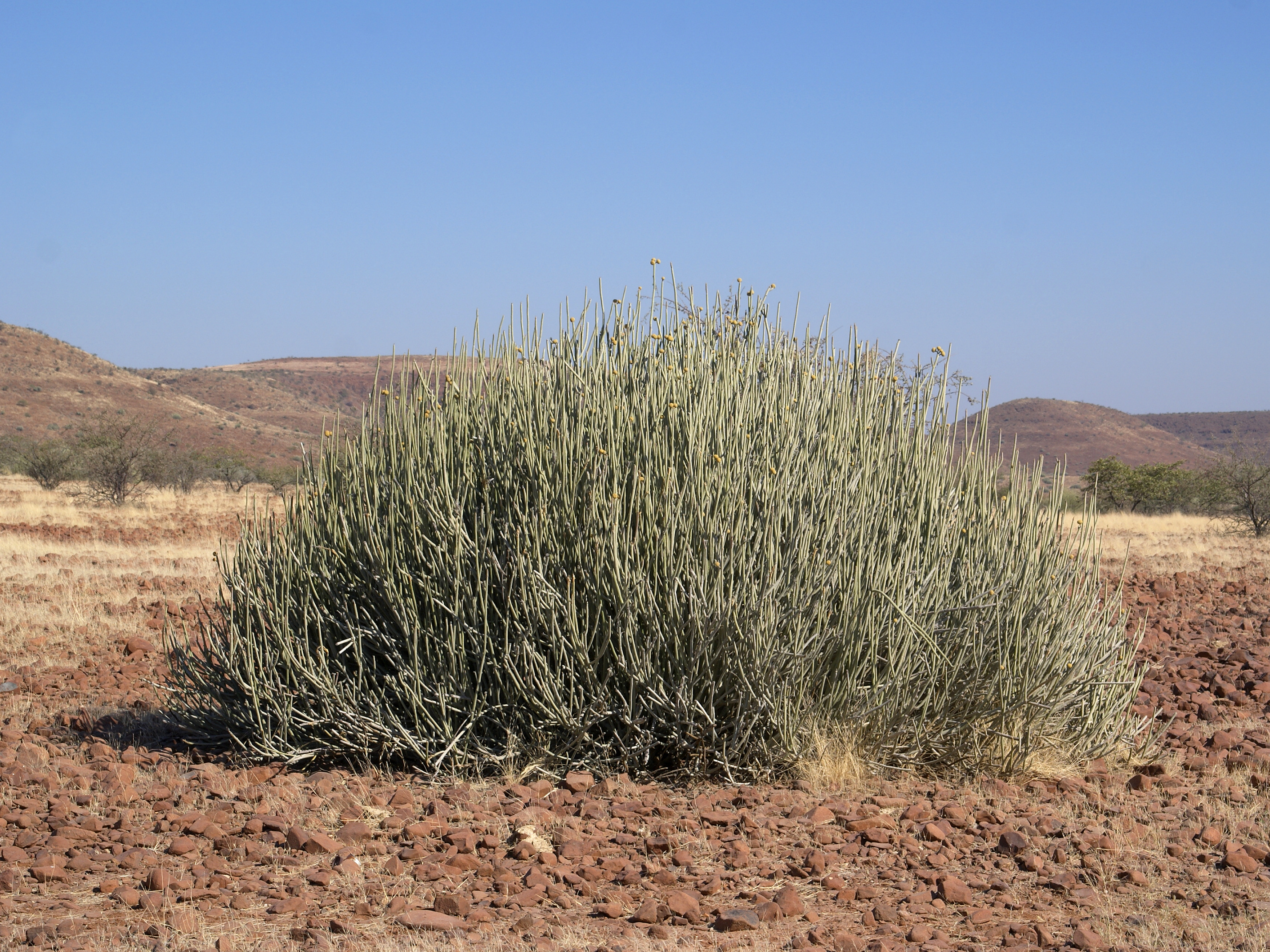
Euphorbia damarana (рослина, знайдене в Дамараленді)
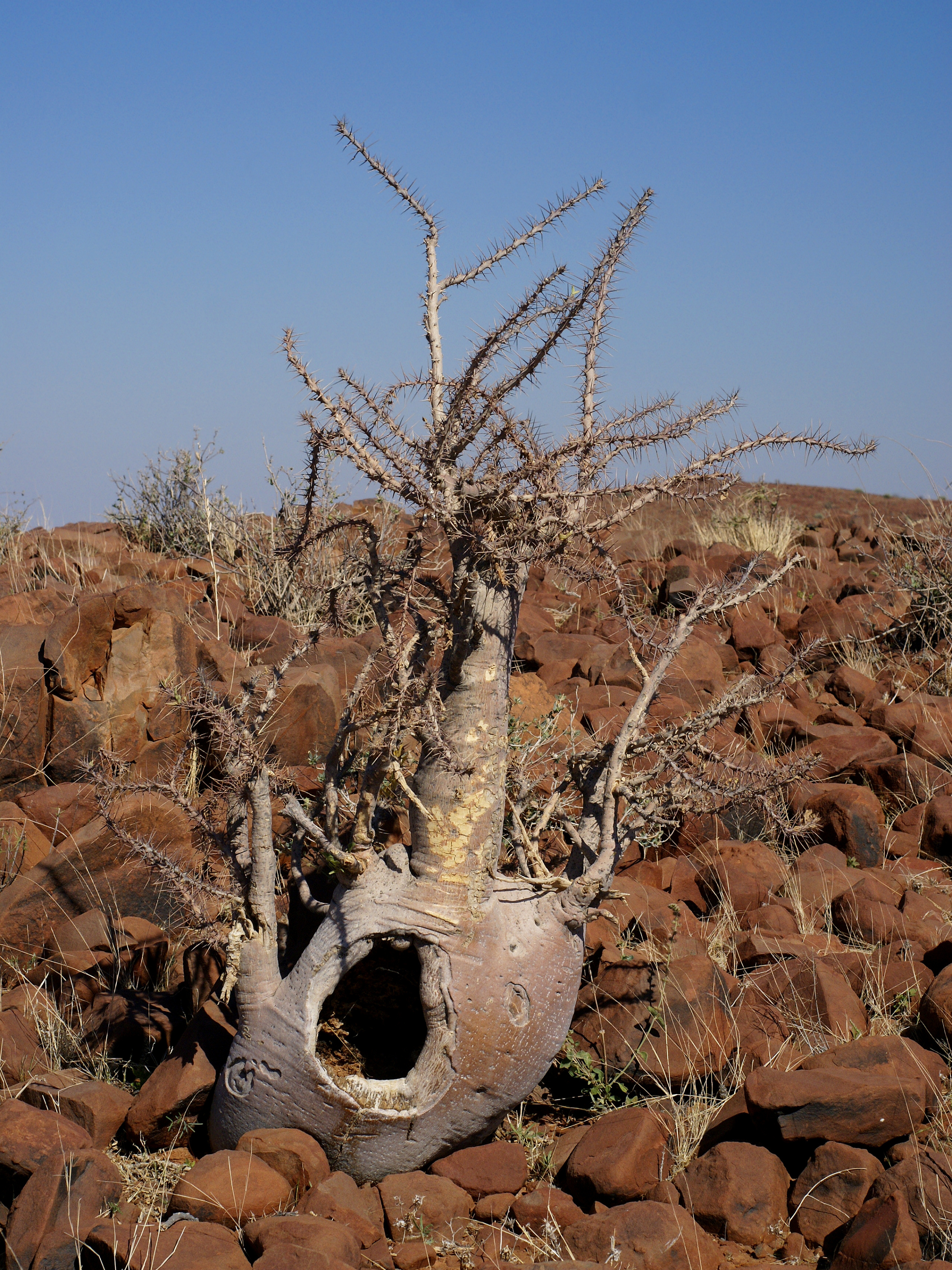
Рослини-сукуленти в Дамараленді